# Scheloribates marginedentatus
Scheloribates marginedentatus är en kvalsterart som först beskrevs av Trägårdh 1931.  Scheloribates marginedentatus ingår i släktet Scheloribates och familjen Scheloribatidae. Inga underarter finns listade i Catalogue of Life.